# Lithocarpus aspericupulus
Lithocarpus aspericupulus là một loài thực vật có hoa trong họ Fagaceae. Loài này được (Markgr.) Rehder mô tả khoa học đầu tiên năm 1929.